# Волотовские Дворики
Волотовские Дворики — деревня Большепоповского сельсовета Лебедянского района Липецкой области.

## География
Деревня расположена севернее деревни Волотовские Озерки. Между деревнями находится просёлочная дорога, соединяющаяся севернее Волотовских Двориков с автомобильной дорогой, которая, в свою очередь, выходит на автодорогу 42К-079.

## Население
| 2010 |
| ---- |
| 6    |